# Швајцарска на Дечјој песми Евровизије
Швајцарска се дебитовала на Дечју песму Евровизије 2004. године
Учествовали су само једанпут.

## Такмичари
| Година    | Извођач(и)       | Песма            | Пласман          | Поени            |
| --------- | ---------------- | ---------------- | ---------------- | ---------------- |
| 2004      | Демис Мирачи     | Birichino        | 16               | 4                |
| 2005–2025 | Није учествовала | Није учествовала | Није учествовала | Није учествовала |

## Историја гласања
Швајцарска највише поена дала...
| Ранг | Држава               | Бод |
| ---- | -------------------- | --- |
| 1    | Шпанија              | 12  |
| 2    | Румунија             | 10  |
| 3    | Хрватска             | 8   |
| 4    | Уједињено Краљевство | 7   |
| 5    | Француска            | 6   |

Швајцарска највише поена добила од...
| Ранг | Држава | Бод |
| ---- | ------ | --- |
| 1    | Малта  | 4   |